# UEFA U-21欧州選手権2017 (予選)・グループ4
UEFA U-21欧州選手権2017 (予選)・グループ4は、UEFA U-21欧州選手権2017 (予選)のグループ4の結果をまとめたものである。このグループは、ポルトガル、イスラエル、ギリシャ、ハンガリー、アルバニア、リヒテンシュタインの6チームで構成される。
1位チームはUEFA U-21欧州選手権2017本大会の出場権を獲得する。2位チームは他の組の2位チームと比較して (6チームで構成されるグループなので、6位との対戦成績を除外する)、上位4チームがプレーオフに進出する。プレーオフで勝利したチームが本大会の出場権を獲得する。

## 順位表
| チーム             | 試 | 勝 | 分 | 敗 | 得 | 失 | 差  | 点 |
| ------------------ | -- | -- | -- | -- | -- | -- | --- | -- |
| ポルトガル         | 10 | 8  | 2  | 0  | 34 | 5  | +29 | 26 |
| イスラエル         | 10 | 6  | 3  | 1  | 21 | 4  | +17 | 21 |
| ギリシャ           | 10 | 4  | 1  | 5  | 13 | 14 | −1  | 13 |
| アルバニア         | 10 | 3  | 3  | 4  | 11 | 20 | −9  | 12 |
| ハンガリー         | 10 | 3  | 3  | 4  | 19 | 16 | +3  | 12 |
| リヒテンシュタイン | 10 | 0  | 0  | 10 | 1  | 40 | −39 | 0  |

| チーム  | チーム             | AWAY           | AWAY           | AWAY         | AWAY           | AWAY           | AWAY                   |
| チーム  | チーム             | ポルトガルの旗 | イスラエルの旗 | ギリシャの旗 | アルバニアの旗 | ハンガリーの旗 | リヒテンシュタインの旗 |
| ------- | ------------------ | -------------- | -------------- | ------------ | -------------- | -------------- | ---------------------- |
| H O M E | ポルトガル         | X              | 0 - 0          | 1 - 0        | 4 - 0          | 2 - 0          | 4 - 0                  |
| H O M E | イスラエル         | 0 - 3          | X              | 4 - 0        | 4 - 0          | 3 - 0          | 4 - 0                  |
| H O M E | ギリシャ           | 0 - 4          | 0 - 1          | X            | 2 - 1          | 3 - 1          | 5 - 0                  |
| H O M E | アルバニア         | 1 - 6          | 1 - 1          | 0 - 0        | X              | 2 - 1          | 2 - 0                  |
| H O M E | ハンガリー         | 3 - 3          | 0 - 0          | 2 - 1        | 2 - 2          | X              | 4 - 0                  |
| H O M E | リヒテンシュタイン | 1 - 7          | 0 - 4          | 0 - 2        | 0 - 2          | 0 - 6          | X                      |

## 試合結果
試合開始時間は全てCET (UTC+1)。ただし、2015年3月29日から同年10月24日の試合および2016年3月27日から同年10月29日の試合はCEST (UTC+2)。
| 2015年3月28日 20:30 |

| リヒテンシュタイン | 0 - 2    | アルバニア                    |
|                    | レポート | ラティフィ 31分 · マナイ 52分 |

| シュポルトパルク・エッシェン＝マウレン, エッシェン 主審: ズビネク・プロスケ |

| 2015年6月7日 18:00 |

| リヒテンシュタイン | 0 - 4    | イスラエル                                               |
|                    | レポート | キンダ 5分 · アルトマン 49分, 62分 · アブ・アバイド 58分 |

| ラインパーク・シュタディオン, ファドゥーツ 主審: ゲオルギ・クルアシビリ |

| 2015年9月3日 15:00 |

| アルバニア           | 1 - 1    | イスラエル |
| チェキチ 83分 (pen.) | レポート | フギ 29分  |

| スタディウミ・コンベタル・ケマル・スタファ, ティラナ 主審: セルゲイ・イバノフ |

| 2015年9月3日 15:00 |

| リヒテンシュタイン | 0 - 6    | ハンガリー                                                                                                  |
|                    | レポート | マルクヴァルト 29分 · プロッセル 39分, 68分 · フォルガーチュ 45分 · クレインヘイスレル 59分 · サライ 90+1分 |

| シュポルトパルク・エッシェン＝マウレン, エッシェン 主審: ティホミル・ペイン |

| 2015年9月7日 18:45 |

| リヒテンシュタイン | 0 - 2    | ギリシャ                  |
|                    | レポート | ヨアンニディス 43分, 75分 |

| シュポルトパルク・エッシェン＝マウレン, エッシェン 主審: アドリアン・アッツオパルディ |

| 2015年9月8日 18:00 |

| アルバニア    | 1 - 6    | ポルトガル                                                            |
| ラシツァ 83分 | レポート | ネヴェス 31分 · ロペス 36分 · シルヴァ 43分, 45分, 62分 · オルタ 70分 |

| スタディウミ・コンベタル・ケマル・スタファ, ティラナ 主審: マルコ・フリッツ |

| 2015年10月9日 18:15 |

| ポルトガル                              | 2 - 0    | ハンガリー |
| フェルナンデス 35分 · パシエンシア 56分 | レポート |            |

| エスタディオ・ムニシパル・25・デ・アブリル, ペナフィエル 主審: ニール・ドイル |

| 2015年10月13日 17:30 |

| ギリシャ | 0 - 4    | ポルトガル                                                            |
|          | レポート | ゲデス 45分 · マルティンス 50分 · カンセロ 87分 · パシエンシア 90+3分 |

| シュコダ・クサンティ・アレナ, クサンティ 主審: アマウリ・デレリュー |

| 2015年10月13日 18:45 |

| ハンガリー            | 2 - 2    | アルバニア                    |
| プロッセル 28分, 63分 | レポート | マナイ 24分 · ラティフィ 43分 |

| パンチョ・スタジアム, フェルチュート 主審: エリック・ランブレフツ |

| 2015年11月12日 14:30 |

| ギリシャ                                                                          | 5 - 0    | リヒテンシュタイン |
| マヴリアス 20分, 37分 · ファウンタス 32分 · ヴェルゴス 60分 · ヨアンニディス 70分 | レポート |                    |

| グリゴリス・ランブラキス・スタジアム, カリテア 主審: アンデルス・ポールセン |

| 2015年11月12日 18:15 |

| ポルトガル                                                | 4 - 0    | アルバニア |
| オルタ 43分 · マネ 47分 · ヴェソ 60分 · パシエンシア 82分 | レポート |            |

| エスタディオ・ムニシパル・デ・アロウカ, アロウカ 主審: セルゲユス・スリバ |

| 2015年11月12日 18:45 |

| イスラエル                                    | 3 - 0    | ハンガリー |
| ダヴィド 60分 · ゴズラン 85分 · オハナ 90+2分 | レポート |            |

| ハ・モシャヴァ・スタジアム, ペタク・チクヴァ 主審: ヤリ・ヤルビネン |

| 2015年11月16日 18:00 |

| アルバニア                  | 2 - 0    | リヒテンシュタイン |
| ラティフィ 18分 · ラチ 83分 | レポート |                    |

| エルバサン・アレナ, エルバサン 主審: バシリス・ディミトリオウ |

| 2015年11月16日 18:00 |

| ハンガリー                    | 2 - 1    | ギリシャ                   |
| カルマール 45分 · ベシェ 78分 | レポート | ヨアンニディス 75分 (pen.) |

| ジィルモティ・スタディオン, ジェール 主審: トマス・ムシアル |

| 2015年11月17日 18:40 |

| イスラエル | 0 - 3    | ポルトガル                                               |
|            | レポート | フェルナンデス 28分 (pen.) · シルヴァ 35分 · オルタ 87分 |

| ハ・モシャヴァ・スタジアム, ペタク・チクヴァ 主審: オラ・ホバー・ニルセン |

| 2016年3月24日 18:00 |

| アルバニア | 0 - 0    | ギリシャ |
|            | レポート |          |

| エルバサン・アレナ, エルバサン 主審: ニコラ・ランビユ |

| 2016年3月24日 18:15 |

| ポルトガル                                                         | 4 - 0    | リヒテンシュタイン |
| セメド 8分 · フィゲイレド 10分 · パシエンシア 13分 · ブルーマ 24分 | レポート |                    |

| エスタディオ・デ・サン・ミゲル, ポンタ・デルガダ 主審: イルファン・ペリト |

| 2016年3月24日 19:00 |

| ハンガリー | 0 - 0    | イスラエル |
|            | レポート |            |

| ジィルモティ・スタディオン, ジェール 主審: ビルフヤイムル・トラリンソン |

| 2016年3月28日 15:30 |

| ギリシャ | 0 - 1    | イスラエル    |
|          | レポート | ゴズラン 74分 |

| ペリステーリ・スタジアム, ペリステーリ 主審: ティホミル・ペイン |

| 2016年3月28日 20:00 |

| アルバニア                  | 2 - 1    | ハンガリー |
| マナイ 69分 · プレンガ 79分 | レポート | ゲラ 55分  |

| エルバサン・アレナ, エルバサン 主審: ニコラ・ポポフ |

| 2016年9月1日 |

| ハンガリー                                               | 4 - 0    | リヒテンシュタイン |
| メルヴォ 18分, 68分 · ベレツ 60分 · フリック 79分 (o.g.) | レポート |                    |

| ジィルモティ・スタディオン, ジェール |

| 2016年9月2日 18:15 |

| ポルトガル | 0 - 0    | イスラエル |
|            | レポート |            |

| エスタディオ・ダ・マタ・レアル, パソス・デ・フェレイラ |

| 2016年9月2日 23:00 |

| ギリシャ                                           | 2 - 1    | アルバニア      |
| ヨアンニディス 44分 (pen.) · ツィリアニディス 90分 | レポート | ラティフィ 22分 |

| ペリステーリ・スタジアム, ペリステーリ |

| 2016年9月6日 18:15 |

| ポルトガル        | 1 - 0    | ギリシャ |
| マルティンス 54分 | レポート |          |

| エスタディオ・シダーデ・デ・バルセロス, バルセロス |

| 2016年9月6日 23:00 |

| イスラエル                                            | 4 - 0    | リヒテンシュタイン |
| E.ペレツ 35分 · オハナ 43分, 63分 · バルシャズキ 61分 | レポート |                    |

| ハ・モシャヴァ・スタジアム, ペタク・チクヴァ |

| 2016年10月6日 |

| イスラエル                                                 | 4 - 0    | ギリシャ |
| アルトマン 27分 (pen.), 60分 · ゴズラン 42分 · ペレツ 55分 | レポート |          |

|  |

| 2016年10月6日 |

| ハンガリー                                       | 3 - 3    | ポルトガル                                          |
| ナジ 28分 (pen.) · プロッサー 62分 · バログ 78分 | レポート | ジョッタ 10分 · カルヴァーリョ 13分 · ポデンセ 48分 |

|  |

| 2016年10月10日 |

| イスラエル                                                | 4 - 0    | アルバニア |
| ゴズラン 18分 · アルトマン 43分 · ビトン 55分 · フギ 70分 | レポート |            |

|  |

| 2016年10月10日 |

| ギリシャ                                    | 3 - 1    | ハンガリー    |
| ドニス 28分 · クルリス 69分 · カリシス 83分 | レポート | メルヴォ 56分 |

|  |

| 2016年10月11日 |

| リヒテンシュタイン | 1 - 7    | ポルトガル                                                                                                  |
| サラノヴィッチ 3分 | レポート | フェルナンデス 20分 · ポデンセ 24分 · ゲデス 26分, 53分 · カルヴァーリョ 28分 · ネヴェス 75分 · セメド 84分 |

|  |